# Farkasember (film, 2025)
A Farkasember (eredeti cím: Wolf Man) 2025-ben bemutatott amerikai horrorfilm, amelyet Leigh Whannell rendezett. Az 1941-es A farkasember című film újragondolása. A főbb szerepekben Christopher Abbott, Julia Garner, Sam Jaeger, Matilda Firth és Benedict Hardie látható.
Amerikában 2025. január 17-én, míg Magyarországon 2025. január 16-án mutatták be a mozikban.

## Cselekmény
1995-ben egy túrázó eltűnése Oregon távoli hegyeiben találgatásokat indít el egy vírusról, amely a környék vadvilágához köthető. Egy vadászaton a fiatal Blake Lovell és szigorú apja, Grady egy rejtélyes lényt pillantanak meg az erdőben, és egy magaslesben keresnek menedéket.
Harminc évvel később Blake San Franciscóban él lányával, Gingerrel, és munkamániás feleségével, Charlotte-tal. Akárcsak elidegenedett apja, ő is nehezen uralkodik az indulatain, ami feszültséget okoz a házasságában. Egy nap megkapja Grady halotti bizonyítványát, aki korábban eltűnt, valamint a kulcsokat gyerekkori otthonához. Úgy dönt, hogy ott töltik a vakációt, hogy helyrehozza kapcsolatát Charlotte-tal.
Útbaigazítást keresve találkoznak egy helyi férfival, Derekkel, aki elvezeti őket a házhoz naplemente előtt. Mielőtt megérkeznének, egy lény elüti őket az útról, megsebesíti Blake karját, és elhurcolja Dereket. Blake kétségbeesetten vezeti családját a házba, ahol bekapcsolja a generátort, és eltorlaszolja a bejáratot, hogy megvédje őket a kinti szörnyetegtől. Blake véres, fertőzött karjával egyre betegebb lesz: fogai kihullanak, verejtékezik, és érzékennyé válik a zajokra. Amikor meghallja a lényt, a fülét egy oldalajtóhoz szorítja, de a szörny a kutyaajtón keresztül megragadja a lábát, és újra megsebesíti, mielőtt Charlotte kalapáccsal megállítja.
Charlotte egyre inkább aggódik, ahogy Blake motoros funkciói csökkennek, és elveszíti a beszéd- és értési képességét. Haja hullani kezd, fogai és körmei is kihullanak, helyükön agyarak és karmok nőnek, látása eltorzul. Szőr nő a testén, és hogy enyhítse a karjában érzett fájdalmat, állatias módon rágcsálni kezdi, ami megrémíti Charlotte-ot. Charlotte észrevesz egy rozoga autót a közelben, és sikerül beindítania. Mielőtt azonban el tudnának hajtani, a lény betöri a szélvédőt, így a családnak egy üvegház tetején kell menedéket keresnie. Blake jelez Charlotte-nak, hogy vigye vissza Gingert a házba, miközben ő az ellenkező irányba rohan, hogy elterelje a szörny figyelmét.
Néhány pillanattal később Blake, aki már erősebben sántít és torzultabb, visszatér. Egy levágott ujjat hány ki, majd fenyegetően közeledik Charlotte-hoz és Gingerhez, megrémítve őket. Rádöbbenve, hogy veszélyt jelent rájuk, távozni készül, de a szörny bejut a házba, és megtámadja őket. Blake a családja és a lény közé áll, és a küzdelem során a szörny nyakába harapva megöli azt. A lény karján lévő tetoválást felismerve Blake rájön, hogy a szörny az ő megfertőzött apja volt. Kirohan a házból, miközben a farkasemberré alakulásának utolsó fázisa lezajlik. Önuralmát teljesen elvesztve Blake a családjára támad, akik egy közeli pajtába menekülnek.  
Blake karmokkal áttöri az utat a pajtába, éjjellátását használva lopakodik feléjük a sötétben. Azonban beleakad egy medvecsapdába, amelyet Charlotte helyezett el. Blake lerágja a csapdába szorult lábát, és tovább üldözi Charlotte-ot és Gingert, akik az erdőbe futnak, és egy vadászkunyhóban bújnak el a napfelkelte közeledtével. Blake felmászik a kunyhóra, és Charlotte puskát fog rá. Észreveszi, hogy Blake fájdalmai vannak, és meg akar halni. A család egy utolsó pillantást vált vele, mielőtt Blake nekik rontana, és Charlotte lelövi őt. A haldokló Blake-et vigasztalják, majd kisétálnak az erdőből, és megcsodálják a völgy szépségét, amelyet Blake egyszer gyermekkorában leírt.

## Szereplők
| Szereplő                   | Színész                 | Magyar hang       |
| -------------------------- | ----------------------- | ----------------- |
| Blake Lovell / Farkasember | Christopher Abbott      | Fehér Tibor       |
| Blake Lovell / Farkasember | Zac Chandler (fiatalon) | Gyetvai Martin    |
| Charlotte Lovell           | Julia Garner            | Staub Viktória    |
| Ginger Lovell              | Matilda Firth           | Loszman Lili      |
| Grady Lovell               | Sam Jaeger              | Fehérváry Márton  |
| Derek                      | Benedict Hardie         | Karácsonyi Zoltán |
| Farkasember                | Ben Prendergast         | Eredeti hang      |
| Dan                        | Leigh Whannell          | Majorfalvi Bálint |

### Magyar változat
- Bemondó: Egressy G. Tamás
- Magyar szöveg: Gáspár Bence
- Hangmérnök: Bartkó Botond
- Vágó: Sári-Szemerédi Gabriella
- Gyártásvezető: Cabello-Colini Borbála
- Szinkronrendező: Szalay Éva
- Produkciós vezető: Hagen Péter

A szinkront a Mafilm Audio Kft. készítette.

## A film készítése
2014 júliusában a Universal Pictures bejelentette terveit egy filmes franchise létrehozására, amelyet később Sötét-univerzum néven emlegettek, és amely a Universal rémuniverzum könyvtárára épült volna – többek között a Farkasember című filmet is magában foglalva. 2014 novemberében megerősítették, hogy Aaron Guzikowski dolgozik A farkasember újragondolásán. 2016 júniusában a Deadline Hollywood arról számolt be, hogy pletykák szerint Dwayne Johnsont fontolgatták a címszerepre. Októberben David Callahamot felkérték a forgatókönyv újraírására. 2017-ben bemutatták A múmia című filmet, amely a Sötét-univerzum első alkotása volt. A film azonban kritikai és kereskedelmi szempontból is kudarcot vallott, ami arra késztette a Universal Pictures-t, hogy elmozduljon az univerzum koncepciójától, és inkább az egyéni történetmesélésre helyezze a hangsúlyt. Ennek következtében a Farkasember és más fejlesztés alatt álló filmek is törlésre kerültek.
Justin Kroll újságíró szerint Leigh Whannell A láthatatlan ember című filmjének kritikai és kereskedelmi sikere arra ösztönözte a Universal Pictures-t, hogy elhagyják az univerzum koncepcióját, és nagyobb szabadságot biztosítsanak az alkotóknak a filmek megvalósításában. Ez magában foglalta, hogy a rendezők és a színészek saját döntéseik szerint alakíthassák a költségvetést és az MPAA-besorolást, valamint lehetőséget kaptak arra, hogy "nagy nevekkel" dolgozzanak együtt és saját ötleteiket vigyék a stúdió elé. 2020 elejére a Universal már másfél éve hallgatott meg ötleteket filmesektől, akik a franchise karaktereivel akartak dolgozni. Ezek között szerepelt Ryan Gosling javaslata is, hogy készítsen egy új verziót A farkasemberből, amelyben ő maga lenne a főszereplő. A forgatókönyvet Lauren Schuker Blum és Rebecca Angelo írná. Ebben az időszakban a maszkművész Mike Marino elkészítette a farkasember korai verziójának prototípusát.
Több rendezőt is figyelembe vettek a projekt vezetésére, köztük Cory Finley-t és Leigh Whannell-t. 2020 júliusában Whannell tárgyalásokat kezdett egy filmkezelési terv megírásáról és a rendezésről. Feleségével, Corbett Tuckkal közösen készítették el az első forgatókönyv-vázlatukat, amelyhez a koronavírus világjárvány okozta bezártság és elszigeteltség érzéseiből merítettek inspirációt.

### Forgatás
A forgatási munkálatok 2024. március 17-én kezdődtek, Új-Zéland szolgált Oregon helyszíneként. Az erdős jeleneteket Queenstownban vették fel, míg a farmhoz tartozó épületek – a ház, a pajta és az üvegház – díszleteit Wellington Lane Street stúdiójában építették fel, Upper Hutt pedig a produkció bázistábora volt. A ház külső részét egy közeli farmon, Mangaroa területén építették fel.